# Zosperamerus planus
Zosperamerus planus är en insektsart som beskrevs av Roberts 1973. Zosperamerus planus ingår i släktet Zosperamerus och familjen gräshoppor. Inga underarter finns listade i Catalogue of Life.